# Empoasca okubella
Empoasca okubella är en insektsart som beskrevs av Matsumura 1931. Empoasca okubella ingår i släktet Empoasca och familjen dvärgstritar. Inga underarter finns listade i Catalogue of Life.